# 邹冰松
邹冰松（1964年2月—），男，湖南望城人，中国理论物理学家，中国科学院理论物理研究所研究员、博士生导师，中国科学院院士。